# Columbia 515
O Columbia 515 (anteriormente denominado de Intelsat VA F-15 e Intelsat 515) foi um satélite de comunicação geoestacionário construído pela Ford Aerospace, ele esteve localizado na posição orbital de 18 graus de longitude oeste e era inicialmente de propriedade da Intelsat que o vendeu posteriormente para a Columbia Communications Corporation. O satélite foi baseado na plataforma Intelsat-5 bus e sua expectativa de vida útil era de 9 anos. O mesmo saiu de serviço em novembro de 2002 e foi enviado para uma órbita cemitério.

## Lançamento
O satélite foi lançado com sucesso ao espaço no dia 27 de janeiro de 1989, por meio de um veículo Ariane 2 a partir do Centro Espacial de Kourou, na Guiana Francesa. Ele tinha uma massa de lançamento de 2.013 kg.

## Capacidade
O Columbia 515 era equipado com 26 transponders de banda C e 6 de banda Ku para 15.000 circuitos de áudio e 2 canais de TV.